# Donnez-moi tout ça
Donnez-moi tout ça est une chanson française composée en 1955 par Henri Betti avec des paroles d'André Hornez. Elle a été déposée à la Sacem le 23 juin 1955 et éditée par Orphée.

## Histoire
En 1955, la chanson obtient le Prix du Music-Hall au Grand Concours de la Chanson Française de Deauville.
Le 3 avril 1956, Henri Betti interprète lui-même la chanson au piano à l'émission télé La Joie de vivre présentée par Henri Spade.

## Adaptation
En 1956, William Engvick écrit les paroles anglaises de la chanson pour l'enregistrement de Don Cherry (singer) (en) avec l'orchestre de Ray Conniff. Le titre de la chanson devint Give Me More.

## Liste des pistes
33 tours —  Véga 35S743 enregistré en 1957 avec une orchestration de Jerry Mengo.
1. Je Danse avec l'Amour (musique de Bill Fadden, paroles de Jacques Plante)
2. Le Printemps Revient (musique de Louis Castel, paroles d'Edmond Casti)
3. Slue Foot (musique de Pierre Amel, paroles de Johnny Mercer)
4. El Cha Cha Cha (musique de Ricardo Casas, paroles de Pierre Delanoë et René Denoncin)
5. Coco Polka (musique d'Heinz Gietz, paroles d'Henri Contet)
6. Il vous Faudrait une Femme (musique de Jerry Whitman, paroles de Gladys Shelley (en))
7. Donnez-moi tout ça
8. Ça va Éclater (musique de Johnny Mercer, paroles de Max François)
9. Donne-moi ta Main et Viens (musique de Paul Durand, paroles d'Henri Contet)
10. La Danse du Baiser (musique d'Eddie Barclay et Michel Legrand, paroles de Bernard Michel)

## Reprise
En 1959, José Bartel enregistre la chanson avec son orchestre pour son album Hey..! Jo.